# Baldramsdorf
Baldramsdorf osztrák község Karintia Spittal an der Drau-i járásában. 2016 januárjában 1828 lakosa volt. 

## Elhelyezkedése

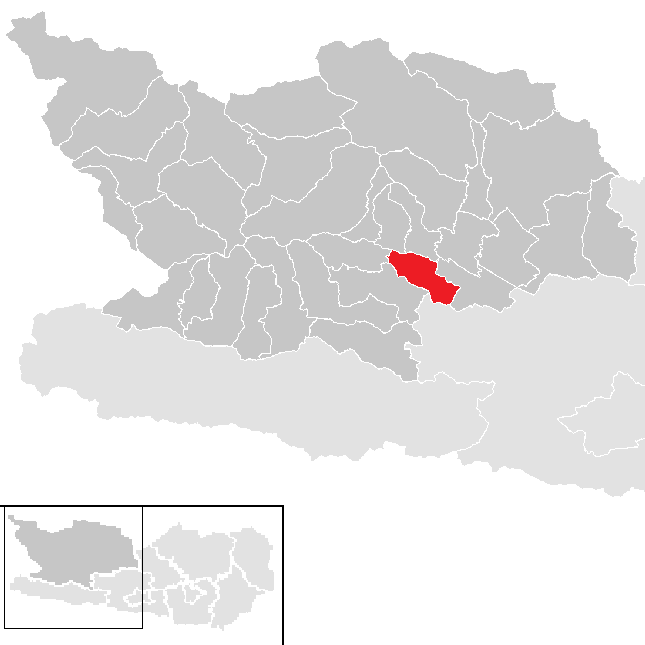
Baldramsdorf a Spittali járásban

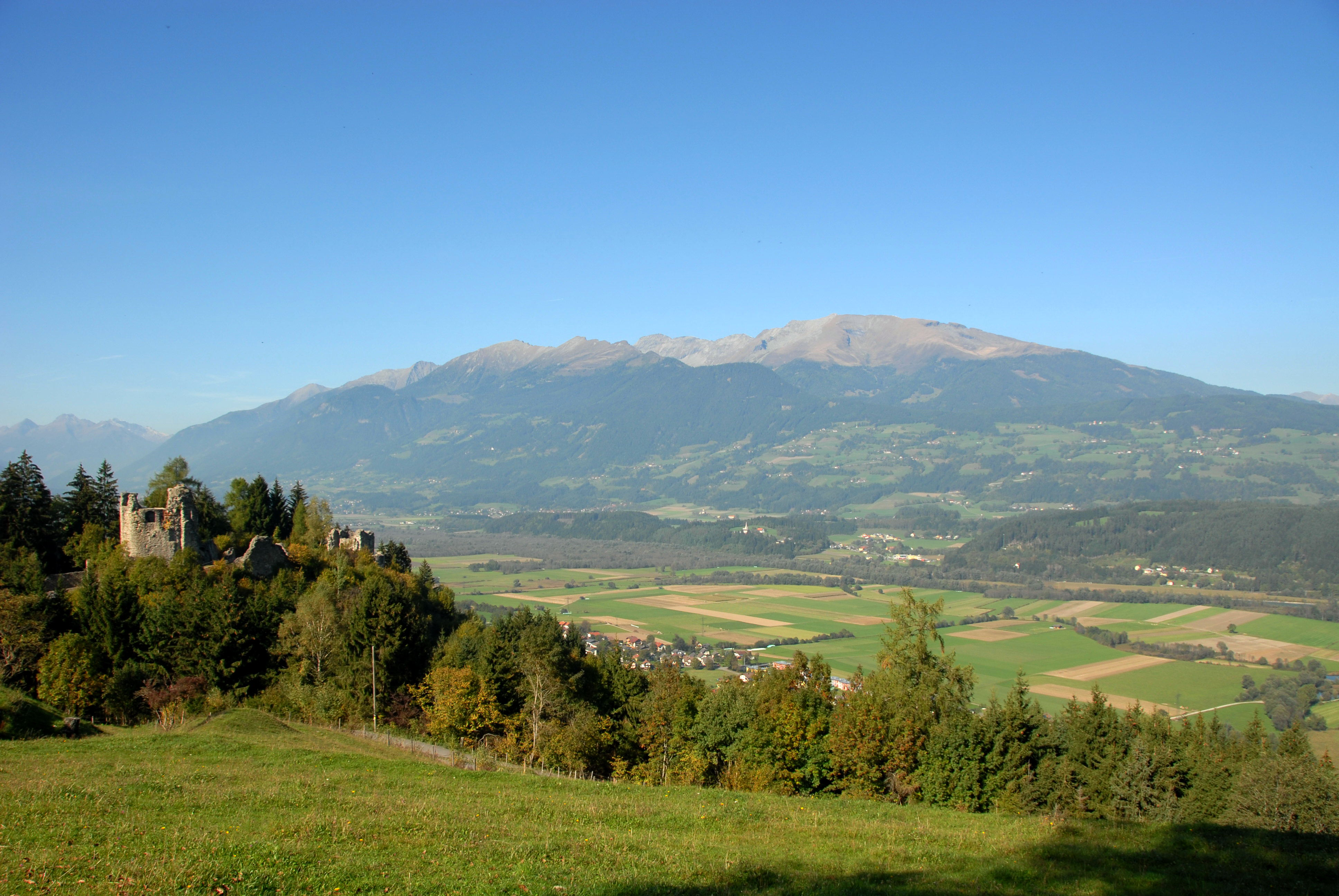
Az ortenburgi várrom

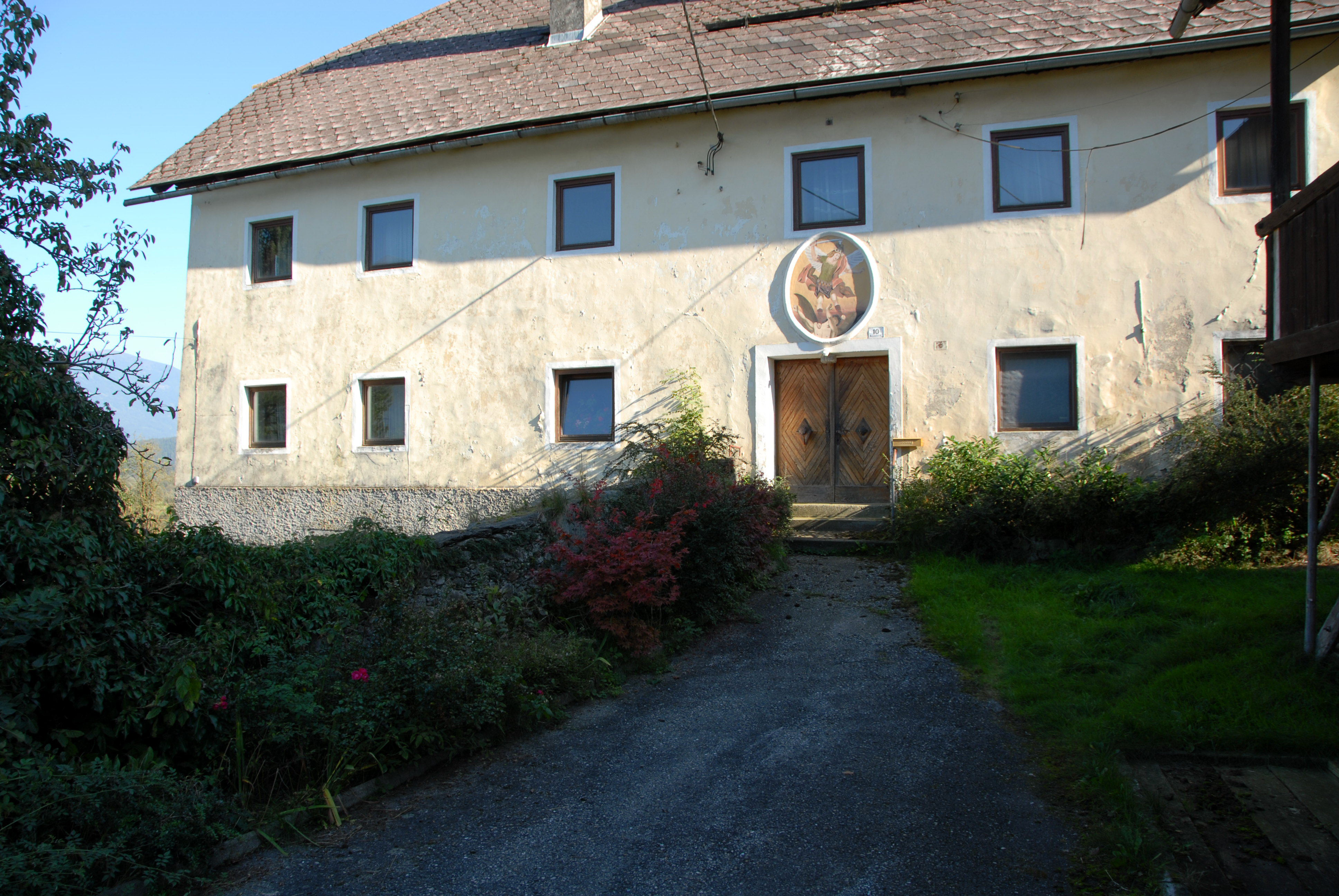
A rosenheimi udvarház

Baldramsdorf Karintia középső részén fekszik, a Lurnfeld medencéjének déli felén, a 2142 m magas Goldeck hegy és a Dráva között. Az önkormányzat 10 falut és településrészt fog össze: Baldramsdorf (659 lakos), Faschendorf (46), Gendorf (297), Goldeck (1), Lampersberg (0), Oberaich (16), Rosenheim (365), Schüttbach (44), Schwaig (84), Unterhaus (342).
A környező települések: délnyugatra Kleblach-Lind, nyugatra Sachsenburg, északra Lurnfeld és Lendorf, keletre Spittal an der Drau, délre Stockenboi.

## Története
Baldramsdorfot először 1166-ban említik egy adománylevélben, bár Ortenburg váráról már 1093-ban is említést tesznek az írott források. A 12. század végétől egészen a 15. századig Baldramsdorfot és a környező falvakat az Ortenburg grófok birtokolták. A szomszédos spittali Porcia-kastély megépülése után a vár elvesztette korábbi jelentőségét és idővel romba dőlt.
A vár alatti ortenburgi kastély III. Frigyes császár idején épült. A mai, Paternschlossnak nevezett épületet 1710 körül hozatta létre Hannibal Alphons von Porcia herceg a titkos protestánsokat felkutató hieronomita rend számára.
Az önkormányzat 1851-ben jött létre. Tíz évvel később Spittalhoz csatolták, majd 1886-ban visszanyerte önállóságát. 

## Lakosság
A baldramsorfi önkormányzat területén 2016 januárjában 1828 fő élt, ami gyakorlatilag nem jelent változást a 2001-es 1819 lakoshoz képest. Akkor a helybeliek 97,9%-a volt osztrák állampolgár. 85%-uk katolikusnak, 7,5% evangélikusnak, 0,9% muszlimnak, 5,2% pedig felekezeten kívülinek vallotta magát.

## Látnivalók
- a késő gótikus Szt. Márton plébániatemplom. Első említése a 12. századból származik.
- Ortenburg várának romjai
- a rosenheimi udvarház
- az ortenburgi kastély 1938 óta a község tulajdonában van. 1977-ben kézművesmúzeumot, 2015-ben egy Kína-kiállítást nyitottak benne.

## Fordítás
- Ez a szócikk részben vagy egészben  a   Baldramsdorf című német Wikipédia-szócikk ezen változatának fordításán alapul.  Az eredeti cikk szerkesztőit annak laptörténete sorolja fel. Ez a jelzés csupán a megfogalmazás eredetét és a szerzői jogokat jelzi, nem szolgál a cikkben szereplő információk forrásmegjelöléseként.